# Iglesia de la Exaltación de la Santa Cruz (Tambov)
La Iglesia de la Exaltación de la Santa Cruz (en ruso: Церковь Воздвижения Святого Креста) es el nombre que recibe un edificio religioso de la Iglesia Católica de estilo neogótico que es un monumento histórico protegido de la ciudad de Tambov, en Rusia. Esta Iglesia de rito latino depende de la diócesis de Saratov y está en el número 14 de la calle Kronstadt .
Los católicos de origen polaco en la ciudad de Tambov alcanzaron los 700 a finales del siglo XIX y pidieron permiso para construir una iglesia dedicada a la exaltación de la Santa Cruz. La parroquia se registró en octubre de 1896 y los fondos fueron colectados para las obras a partir de septiembre de 1898 y hasta finales de 1903. La consagración tuvo lugar el 25 de mayo de 1903. La parroquia reunió a cada vez más miles de fieles a medida que crecía la ciudad.